# 招魂幡
魂幡，亦称引魂幡、招魂幡、魂帛、幡仔，是中華傳統殡葬仪式中举行招魂仪式時，道士做法用来招引亡灵的器具。民间传说，刚死的人被认为魂魄还没走远，只要招呼他，让魂魄回来，死人仍能复生。另一种说法是客死在他乡的亡魂，会找不到归途而不能享受烟火奉祀和经文的超度。因而需要死者亲属站在高处呼喊死者的名字为死者招魂，劝亲人的灵魂归来。当举行完招魂仪式后，方可办理丧事。在葬礼举行送葬仪式过程中，招魂幡会起到为亡灵引路的作用。

## 另見
- 牌位
- 銘旌